# Калинин (Костанайская область)
Калинин (каз. Калинин) — село в Аулиекольском районе Костанайской области Казахстана. Входит в состав Новонежинского сельского округа. Находится в Аманкарагайском сосновом бору, примерно в 18 км к северо-востоку от районного центра — села Аулиеколь. Код КАТО: 393643200.

## Население
В 1999 году население села составляло 355 человек (177 мужчин и 178 женщин). По данным переписи 2009 года, в селе проживало 287 человек (139 мужчин и 148 женщин).